# Col de Bainskloof
 (février 2022).
Le col de Bainskloof (en afrikaans : Bainskloofpas) est un col de montagne situé sur la route régionale R301 entre Wellington et Ceres dans la province du Cap-Occidental en Afrique du Sud.

## Géographie
La route du col, longue de 18 kilomètres, inaugurée en 1854, a été construite par l’ingénieur Andrew Geddes Bain par le biais du travail forcé. Tracée à l’origine pour la circulation des chevaux, elle a été goudronnée plus tard.
Le col atteint 594 mètres d'altitude. De là, la route rejoint la rivière Witte qui dévale le côté nord de la montagne au travers d'une gorge abrupte et par une succession de rapides, cascades et piscines naturelles. Le col de Bainskloof est un monument national.
Après des travaux de rénovation qui débutent en 2018, il rouvre enfin au public en juin 2022.